# Samuel Seabury (1801–1872)
Samuel Seabury, född den 9 juni 1801 i New London i Connecticut, död den 10 oktober 1872, var en amerikansk episkopal präst, sonson till biskop Samuel Seabury.
Seabury prästvigdes 1828, var redaktör för The Churchman (1833–1849), kyrkoherde vid Church of the Annunciation i New York (1838–1868), och professor i bibelvetenskap vid General Theological Seminary (1862–1872).